# チーズケーキファクトリー
チーズケーキファクトリー（Cheesecake Factory）は、かつて日本にあったチーズケーキ専門店チェーン。
なお、アメリカ合衆国でチーズケーキ専門店を展開しているザ・チーズケーキ・ファクトリー（The Cheesecake Factory）とは無関係。

## 株式会社チーズケーキファクトリーの運営
株式会社チーズケーキファクトリーは、1952年に創業。有限会社チーズケーキファクトリー時代の1998年に、二子玉川から用賀に本店を移転するとともに、全国にチーズケーキ専門店を展開。2000年7月、株式会社に組織変更し、株式会社チーズケーキファクトリーとなる。
スティック形のチーズケーキ「チーズバー」などが人気を集め、関東地方を中心に全国で約50店舗を有するに至り、2006年6月期で16億円超の売上高を記録した。しかし、積極的な店舗展開が裏目に出て、資金繰りに行き詰まる。

## 株式会社CCFの運営
2006年10月に株式会社CCFが設立され、2006年11月にブランドおよび事業を引き継ぐ。CCFのもとで、不採算店舗の閉鎖などのリストラにより事業の立て直しを図り、2007年3月からは再度新規出店を行っていたが、乳製品などの原材料の価格高騰や、有名パティシエが人気を集めるなどの同業者との競争激化により、再び経営が行き詰まる。
2007年12月28日に、運営会社のCCFが東京地方裁判所に破産手続開始の申立て（自己破産申請）をして、同日、破産手続開始決定を受け、全店が営業を停止となった。負債額は、約12億6,000万円とされる。

## 株式会社スマイルスウィーツの運営
株式会社スマイルスウィーツ（本社・東京都中央区）が経営を引き継ぎ、2008年2月8日に一部店舗にて営業を再開、2008年5月よりオンラインショップによるネット通販も再開した。店舗数は、2010年6月時点では、東京都内のお台場ヴィーナスフォート(本店)、赤羽、三宿に3店舗、青森県弘前市のルネスアベニューに1店舗があった。しかし、2013年5月20日に赤羽店が閉店、同年7月31日にはヴィーナスフォート店とオンラインショップが閉店し、その歴史に幕を閉じることとなった。